# Cobb (rivière de Nouvelle-Zélande)
Pour les articles homonymes, voir Cobb.
La rivière Cobb (en anglais : Cobb River) est un cours d’eau de la région de Tasman dans l’Île du Sud de la Nouvelle-Zélande.

## Géographie
Elle s’écoule vers le sud-est à partir du lac Cobb (en) sur les pentes nord du Mont Cobb dans le Parc national de Kahurangi, dans la partie nord-ouest de l’Île du Sud. Les eaux de la rivière sont captées en dessous d’un barrage pour devenir le Réservoir Cobb (en) ; le reste du flux continue pour rejoindre la rivière Takaka
La rivière est dénommée en l'honneur de J.W. Cobb, le propriétaire d’une scierie locale qui la découvrit.
Des truites brunes et des truites arc en ciel se trouvent en abondance permettant la pêche dans la rivière.
Un chemin de randonnée (en)) suit le cours de la rivière, entre le Lac Cobb et le réservoir, et il y a plusieurs refuges le long de la vallée de la rivière.